# Cuba nos Jogos Pan-Americanos de 1955
Cuba competiu nos Jogos Pan-Americanos de 1955 na Cidade do México de 12  a 16 de março de 1955. Conquistou uma medalha de ouro.